# Присуждение
Присужде́ние (или Адди́кция, лат. addictio) — термин в римском праве, означающий «присуждённое наказание или премию, или документ о передаче имущества или прав». Буквально слово означает «сказать, отдать приказ».
У древних римлян нам известны:
- аддикция собственности при разделе;
- аддикция залога кредитору, в древнейшие времена даже аддикция самого должника, который в качестве присуждённого (addictus) первоначально становился рабом кредитора.

В современном праве у некоторых государств сохранилось название аддикции в значении присуждения при публичных продажах. Большую важность в практическом отношении представляет так называемое addictio in diem, то есть соглашение, посредством которого один или оба контрагента оставляют за собой право в течение известного срока привлечь нового, более выгодного контрагента, а в случае привлечения отказаться от состоявшегося договора. Относительно юридического значения такого соглашения можно судить, только зная условия каждого данного случая: иногда из него вытекает право отказа, в других случаях оно заключает в себе либо суспензивное, либо решительное условие.